# Стрелецкий острог
Стрелецкий острог — частный музей живой истории, созданный весной 2014 года. Расположен в деревне Берёзово Приозерского района Ленинградской области. Основателем является Александр Тестов, в 2023 году директором музея был назначен Станислав Дячина.
Музей посвящён истории стрелецкого войска и охватывает период от его зарождения, в период царствования Ивана Грозного в 1550 году, до упразднения царём Петром I в 1720-х годах.
Стрелецкий острог — является объектом экспериментальной археологии, где все постройки и сооружения возведены так же, как строили жители данного региона.

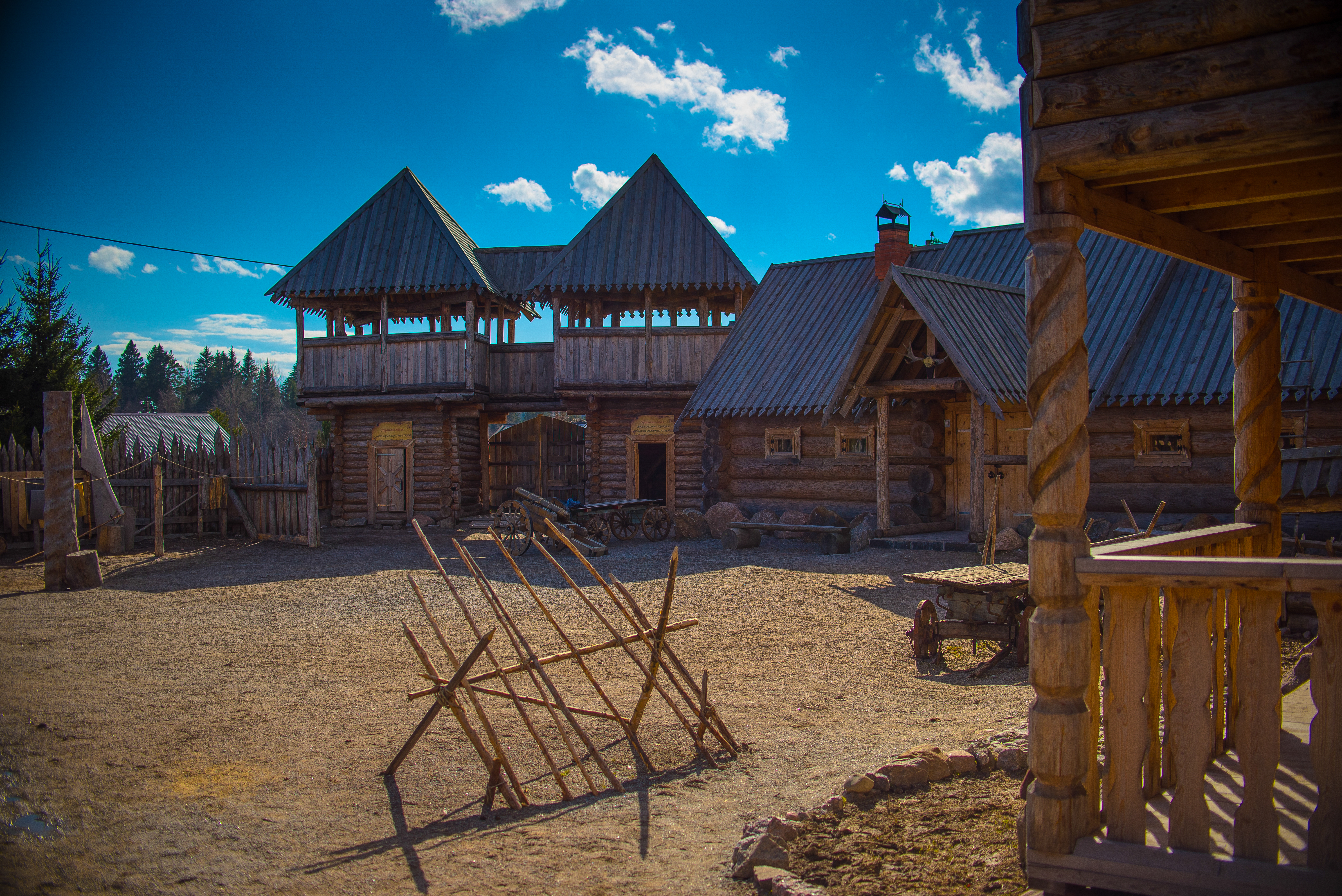
Внутренний двор Стрелецкого острога

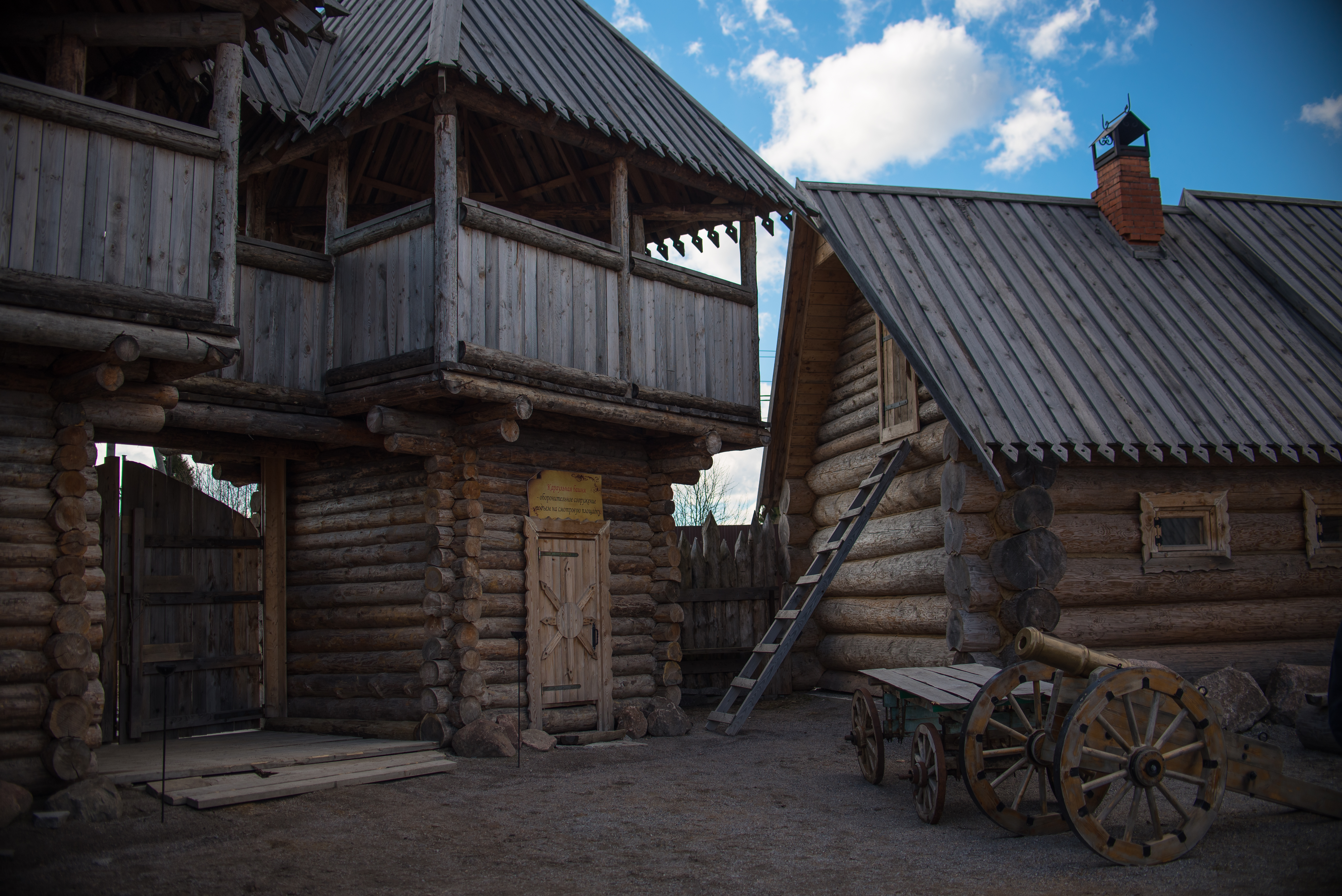
Смотровые башни Стрелецкой крепости

## Описание
Стрелецкий острог — деревянная русская крепость XVI—XVII веков. В музее можно в буквальном смысле прикоснуться к истории — померить костюмы и доспехи, ощутить вес оружия, попробовать блюда, приготовленные по старинным рецептам.
Острог состоит из нескольких строений:
- Ворота — главный вход в крепость.
- Караульная башня — подъём на смотровую площадку.
- Пороховая башня — пороховой склад.
- Казарма — место проживания стрельцов и соответственно размещение гостей музея.
- Хозяйственный двор — скотный двор.
- Двухэтажный терем — дом полковника. На первом этаже Харчевня — место приёма пищи.
- Кузница — единственное каменное строение в остроге.
- Баня по-чёрному.
- Цейхгауз — экспозиция униформы и вооружения. Здесь располагается освещённая домовая церковь.
- Большой внутренний двор, в котором проводятся различные исторические программы.
- Тировая зона — огороженная территория во внутреннем дворе для воинских забав.
- Фортификационные сооружения — по периметру крепости деревянная стена — частокол и ров.

Стрелецкий острог — полностью воссозданный объект и не является культурным наследием. Департаментом по туризму комитета по культуре Ленинградской области «Стрелецкий острог» внесён в список «Серебряное ожерелье маршрутов» за номером 6.